# 拉伊比奇 (新罕布什爾州)
拉伊比奇（英語：Rye Beach）是位於美國新罕布什爾州羅京安縣的非建制地區。

## 歷史
拉伊比奇的郵局自1872年營運至今。

## 地理
拉伊比奇所處的海拔為高於海平面4米（即13英呎），而該地所採用的時區為UTC-5，即北美东部时区（EST）。同時該地設有夏令時間，為UTC-5調快一小時，即UTC-4（EDT）。